# Eyes Adrift
Eyes Adrift byla rocková superskupina. Její členové byli Krist Novoselic (baskytara a zpěv), Curt Kirkwood (kytara, zpěv) a Bud Gaugh (bicí). V roce 2002 vydali album, které je směsicí grunge, punku a country. Po neúspěchu, jaký album přineslo, se kapela následujícího roku rozpadla.